# Robbie Hummel
Robert John "Robbie" Hummel (Valparaiso, Indiana, 8 de marzo de 1989) es un exjugador de baloncesto estadounidense que jugó dos temporadas en la NBA, y completó su carrera en Europa. Posteriormente compitió en la modalidad de baloncesto 3x3. Con 2.03 de estatura, su puesto natural en la cancha era el de ala-pívot.

## Trayectoria deportiva

### Universidad
Tras haber sido un jugador destacado en el instituto de Valparaíso, donde en su año sénior promedió 15.7 puntos, 7.1 rebotes y 4.1 asistencias, Robbie Hummel recaló en la universidad de Purdue.
En su primera temporada en la liga universitaria, la 2007-2008, el prometedor Hummel se mueve en unos números de 11.4 puntos, 6.1 rebotes y 2.5 asistencias, llegando su equipo a la segunda ronda de las eliminatorias de la NCAA y siendo el finalista del Premio John R. Wooden y del Trofeo Oscar Robertson. En su siguiente año sus números mejoran hasta los 13 puntos y 7 rebotes por partido, alcanzando además las seminfinales regionales (donde caen ante Connecticut) pero siendo también el año en que comienzan para Robbie sus problemas de lesiones con una grave lesión de espalda. Ese mismo verano participará en los Juegos Universitarios de Belgrado con la selección USA, promediando 7 puntos y 4 rebotes.
En su tercer año, la temporada 2009-2010, los números de Hummel se van a 15.7 puntos, 6.9 rebotes, 1.1 robos, 1 tapón y 2.1 asistencias, con un porcentaje de acierto en tiros libres superior al 90% y un 45.6% en tiros de campo, metiéndole de nuevo en la lista de los nominados al premio John R. Wooden y siendo elegido por la prensa para el Preseason First Team All-Big Ten y para el Preseason 2nd Team All-American. Pero esa temporada sufrirá una lesión del ligamento cruzado anterior que le enviará al quirófano, dejándole además seis meses en el dique seco.
Se suponía que para su último año, en la temporada 2010-2011, debería estar recuperado ya de pasadas lesiones, pero en el mes de octubre otra rotura del ligamento le deja fuera para toda la campaña, que se pasará como asistente del entrenador.
Al haber estado toda una temporada entera sin jugar, se le permitió alargar su carrera como jugador universitario y participar en la temporada 2011-2012. Promedia 16.4 puntos y 7.2 rebotes sin acusar ningún problema tras su racha de lesiones, si bien su equipo no se muestra tan potente como en temporadas anteriores.

### Profesional
El 28 de junio de 2012 es elegido por los Minnesota Timberwolves en el Draft de la NBA de 2012 con el número 58. Decidirá no dar el paso directamente a la NBA y firma un contrato con el Blu:Sens Monbús de la Liga ACB. Durante la pretemporada sufre una lesión que retrasará su debut con el equipo hasta el partido del 10 de noviembre de 2012 contra el UCAM Murcia.
Tras una temporada en el equipo gallego, Hummel llega a la franquicia de Minnesota para ser un jugador habitual en la rotación del equipo.
En 2014, promedia 4.4 puntos y 3.0 rebotes con los Minnesota Timberwolves, franquicia que le convirtió en agente libre sin restricciones. 
En 2015, el jugador ha falta de ofertas sólidas en la NBA, se ha decantado por fichar por un equipo Euroliga, el italiano Olimpia Milano.
En octubre de 2016 fichó por el BC Khimki de la VTB United League.
En octubre de 2017 anunció su retirada, a los 28 años, por culpa de las lesiones.

### Baloncesto 3x3
Entre 2018 y 2022 integró el equipo Princeton con el que disputó el Tour Mundial de Baloncesto 3x3.
También formó parte de la selección de baloncesto 3x3 de Estados Unidos, guiando a su equipo a la conquista de la Copa Mundial de Baloncesto 3x3 de 2019 -por lo que fue nombrado como Atleta Masculino del Año 2019 por USA Basketball- y jugando luego el torneo de clasificación para los Juegos Olímpicos de Tokio 2020.

## Estadísticas de su carrera en la NBA

### Temporada regular
| Año     | Equipo    | PJ | PT | MPP  | %TC  | %3P  | %TL  | RPP | APP | ROB | TPP | PPP |
| ------- | --------- | -- | -- | ---- | ---- | ---- | ---- | --- | --- | --- | --- | --- |
| 2013-14 | Minnesota | 53 | 5  | 12.4 | .379 | .360 | .938 | 2.5 | .4  | .3  | .0  | 3.4 |
| 2014-15 | Minnesota | 45 | 4  | 16.5 | .459 | .314 | .828 | 3.0 | .6  | .4  | .2  | 4.4 |
| Total   | Total     | 98 | 9  | 14.3 | .418 | .343 | .867 | 2.7 | .5  | .3  | .1  | 3.9 |